# Galina Iwanowna Frolowa
Galina Iwanowna Frolowa (russisch Галина Ивановна Фролова; * 23. November 1918 in Brjansk, Sowjetrussland; † 2. Oktober 2001 in Moskau) war eine sowjetische Theater- und Film-Schauspielerin sowie Synchronsprecherin.

## Herkunft und Laufbahn
Frolowa war die Tochter einer Hausfrau und eines Ingenieurs. Ihr Vater trat neben seinem Beruf auch als Amateurschauspieler auf und war außerdem ein begeisterter Sänger. 1925 zog die Familie nach Astrachan und zwei Jahre später nach Moskau.
1937 begann die junge Frau ihre Ausbildung beim Mosfilmstudio, musste diese aber krankheitsbedingt bis zum darauffolgenden Jahr unterbrechen. 1939 wurde ihre Klasse dem Staatlichen All-Unions-Institut für Kinematographie unter Sergei Jutkewitsch angegliedert. Noch während des Studiums gab sie erste Rollen, darunter in Минин и Пожарский (Minin i Poscharski, 1939), einem Historienwerk über Kusma Minin und Dmitri Poscharski und zugleich ihr Debütfilm, sowie in der Filmbiografie Suworow (1941). Nach dem Abschluss 1941 nahm Mosfilm Frolowa unter Vertrag, infolge des Deutsch-Sowjetischen Krieges wurde das Studio jedoch evakuiert. Sie stand daraufhin zeitweise für das ZOKS vor der Kamera und gab auch Konzerte. Im Oktober 1943 kehrte Frolowa nach Moskau zurück und setzte dort ihre Laufbahn fort. 1945 trat sie in das neugegründete Theaterstudio der Kinodarsteller ein und verblieb dort bis zu dessen Schließung 1959. Danach wechselte die dunkelhaarige Mimin zum Gorki-Studio und war dort bis zu ihrem Ruhestand 1980 aktiv.
Frolowa gab Nebenrollen in annähernd 40 Filmen und spielte dabei oftmals attraktive, mondäne Frauen. Ihr erstes größeres Engagement stellte der Kriegsfilm
Повесть о „Неистовом“ (Powest o „Neistowom“, 1947) mit Boris Babotschkin dar. Es folgten u. a. diverse biografische Werke, Dramen wie Der Ringer und der Clown (1957) und Вчера, сегодня и всегда (Wtschera, sewodnja u wsegda,  1972) sowie der Familienfilm Предательница (Predatelniza, 1978). Zwei Jahre nach ihrem Renteneintritt gab sie in Der Sturz des Kondors ihre letzte Rolle.
Parallel zur Filmarbeit trat Frolowa mit bekannten Darstellern wie Pawel Schpringfeld, Pjotr Aleinikow und Alexei Diki in Bühnensketchen sowie einer Adaption von Anton Tschechows Erzählung Die Hexe auf. Ab 1952 war sie in über 20 Filmen aus den Unionsrepubliken und dem Ausland als Synchronsprecherin zu hören.
Frolowa war außerdem ehrenamtlich als Schöffin am Bezirksgericht des Rajon Babuschkin sowie als Gewerkschaftsvertreterin im Kinostudio tätig.

## Privates und letzte Jahre
Sie heiratete 1939 den Regisseur und späteren zweifachen Stalinpreisträger Dmitri Wassiljew (1900–1984). Beide wurden als Angehörige des Mosfilmstudios während des Krieges auch gemeinsam evakuiert und arbeiteten später für Beherrscher der Luft (1950) und Operation Cobra (1960) zusammen. Nach Wassiljews Tod zog sich die bis dahin sehr gesellige Frolowa zurück und hegte auch zu früheren Bekannten und Kollegen keinen Kontakt mehr.
Im fortgeschrittenen Alter nahm sie aufgrund eine Zeitungsanzeige Kontakt zu einem Mann auf, der sich als Betreuer für ältere Mitmenschen anbot. Die ehemalige Darstellerin setzte ihn später auch als Alleinerben ein. Wenige Wochen vor ihrem 83. Geburtstag wurde Frolowa tot in ihrer Wohnung gefunden. Der Betreuer ließ den Leichnam einäschern und die Urne auf dem Wagankowoer Friedhof beisetzen, ohne jedoch vorher Zeitpunkt und Ort der Bestattung bekannt zu geben. Aufgrund dessen hielten sich Gerüchte um ihren Tod, jedoch wurde keine Untersuchung durchgeführt. Die Schauspielergewerkschaft warnte daraufhin ältere Mitglieder vor derartigen Kontakten.

## Filmografie (Auswahl)

### Darstellerin
- 1941: Suworow
- 1947: Frühling (Wesna)
- 1950: Beherrscher der Luft (Schukowski)
- 1953: Segel im Sturm (Admiral Uschakow)
- 1955: Der Weltmeister (Tschempion mira)
- 1957: Der Ringer und der Clown (Borez i kloun)
- 1958: Mit falschen Papieren (An der Theiss) (Nad Tissoi)
- 1960: Operation Cobra (Operazia «Kobrа»)
- 1968: Feuer, Wasser und Posaunen (Ogon, woda i … mednye truby)
- 1969: Männergespräch (Muschskoi rasgowor)
- 1982: Der Sturz des Kondors (Padenije kondora)

### Synchronsprecherin
- 1953: Einmal wird die Sonne wieder scheinen (Little Boy Lost)
- 1955: Julika mit der Stupsnase (Egy pikoló világos) – für Éva Schubert
- 1955: Alarm in den Bergen (Alarmă în munți) – für Dana Comnea
- 1956: Der große Verführer (Don Juan) – für Simone Paris
- 1958: Tatort Berlin – für Sonja Sutter
- 1958: Die eiserne Blume (Vasvirág) – für Manyi Kiss
- 1960: Geheimcode (Secretul cifrului)
- 1961: Mutter Johanna von den Engeln (Matka Joanna od Aniołów) – für Maria Chwalibóg
- 1962: Wer die Nachtigall stört (To Kill a Mockingbird) – für Estelle Evans
- 1963: Tudor, Rebell gegen Paschas und Bojaren (Tudor) – für Olga Tudorache
- 1963: Ein Lächeln im Sommer (Un surîs în plină vară)
- 1965: Der hölzerne Rosenkranz (Drewniany różaniec) – für Zofia Rysiówna
- 1966: Der lächelnde Todesengel (Anděl blažené smrti) – für Zora Bozinová
- 1966: Edgar und Kristina (Purva bridējs)
- 1966: Romanze für Flügelhorn (Romance pro křídlovku) – für Miriam Kantorková
- 1972: Geächtet und geliebt (Lăutarii) – für Galina Wladimirowna Wodjanizkaja